# Selly Chepyego Kaptich
Selly Chepyego Kaptich (* 3. Oktober 1985) ist eine kenianische Mittelstrecken- und Langstreckenläuferin.

## Erfolge
2001 wurde sie Jugendweltmeisterin im 3000-Meter-Lauf bei den Leichtathletik-Jugendweltmeisterschaften in Debrecen.
2013 nahm sie an den Weltmeisterschaften der Leichtathleten in Moskau teil. Sie lief dort den 10.000-Meter-Lauf, für den sie 31:22,11 min benötigte und den 7. Platz erreichte.
Am 22. Februar 2015 lief sie beim Tokio-Marathon auf den 4. Platz. Sie benötigte für den Lauf 2:26:43 h.
Beim Berlin-Marathon 2019 wurde sie Dritte in neuer persönlicher Bestzeit von 2:21:06 h. 
Ende Oktober 2022 siegte Kaptich beim Frankfurt-Marathon in 2:23:11 h. 

## Persönliche Bestzeiten
- 3000 m: 8:51,1, min, 12. Juni 2010, Fukuoka
- 5000 m: 15:08,31 min, 29. November 2014, Isahaya
- 10.000 m: 31:22,11 min, 11. August 2013, Moskau
- 10-km-Straßenlauf: 32:13 min, 23. Dezember 2010, Okayama
- Halbmarathon: 1:07:52 h, 29. März 2014, Kopenhagen
- Marathon: 2:21:06 h, 29. September 2019, Berlin